# Seira Satō
Seira Satō (佐藤聖羅, Satō Seira), née le 30 avril 1992 dans la préfecture de Mie, au Japon, est une chanteuse, idole japonaise du groupe de J-pop SKE48.